# Julien Haton de La Goupillière
Pour les articles homonymes, voir Haton et Goupillière.
Julien Napoléon Haton de La Goupillière, né le 28 juillet 1833 à Bourges et mort le 7 janvier 1927 à Pau, est un savant français, directeur de l'École des mines de Paris de 1887 à 1900, président de la Société d'encouragement pour l'industrie nationale de 1888 à 1892 et de la Société mathématique de France en 1890, et vice-président du conseil général des mines de 1900 à 1903. Il était doyen de l'Académie des sciences.

## Biographie
Julien Haton de La Goupillière est le petit-fils du général Jean Martin Petit (1772-1856) et de Louis Haton de La Goupillière, et le fils de Charles Haton de La Goupillière, président à la Cour d'appel de Paris, et de Rose Eugénie Claire Petit. Il est le beau-frère de Maurice de Lélée.
Julien Haton de La Goupillière est diplômé de Polytechnique (promotion 1850) et Corps des Mines (1852). Il passe son doctorat es sciences mathématiques en 1857. Il fut le plus jeune de sa promotion, puis le dernier survivant des promotions Polytechnique antérieures au Second Empire.
Il devient successivement, aspirant ou ingénieur de 3e classe (4 juillet 1855), ingénieur ordinaire de 2e classe (5 décembre 1857), ingénieur ordinaire de 1re classe (1er janvier 1867), ingénieur en chef de 2e classe (16 mai 1877), ingénieur en chef de 1re classe (16 mai 1880) et est inspecteur général des mines de 1re classe en 1890.
Il est chargé des cours préparatoires de Mines, couvrant la chimie générale en 1855-1856, la mécanique et les machines en 1855-1862, la mécanique et analyses en 1856-1875, et y enseigne la topographie en 1857-1862. Il est professeur suppléant puis professeur d'exploitation des machines à Mines de 1872 à 1888 (succédant à Pierre Jules Callon), et professeur suppléant en mécanique physique et expérimentale à la faculté des sciences de Paris. Il est examinateur d'admission à Polytechnique de 1862 à 1879, et directeur de l'école des Mines de Paris de 1887 à 1900 et lance les cours de Chimie et électricité industrielles.
En 1901, le ministre des travaux publics l'appelle à prendre la présidence du Conseil général des Mines.

## Autres fonctions
- 1884 : membre libre de l'Académie des sciences ;
- 1887 : président de la commission du grisou (rapporteur général en 1877)[4],[1] ;
- 1892-1915 : président du Comité des arts mécaniques (membre depuis 1869)[1] ;
- 1888-1892 : président de la Société d'encouragement pour l'industrie nationale[1] ;
- 1890 : président de la Société mathématique de France[1] ;
- 1891 : vice-président de la commission des méthodes d'essai des matériaux de construction[1] ;
- 1901 : président de la commission des Annales des mines[5] ;
- 1903 : membre du conseil de perfectionnement de l’École polytechnique[6] ;
- comité de l'exploitation technique des chemins de fer, présidence de la commission centrale des machines à vapeur[3].

## Travaux
Dans le cadre de ses études à l'Ecole des mines de Paris, il rédige en 1854 un mémoire sur les établissements d'Agordo (Italie)
Les travaux de Julien Haton de La Goupillière ont porté sur les développées et développoïdes successives des courbes planes, les méthodes de transformation en géométrie et en physique mathématique, et sur la géométrie des masses.
Il travailla également sur la mécanique et les méthodes d'exploitation des mines.
À la tête de la commission du grisou, il œuvre à l'amélioration de la sécurité des mines, l'introduction des explosifs de sûreté et contribue à la mise en place de la grisoumétrie.

## Publications
- Mémoire sur les établissements d'Agordo (1854)[7]
- Sur une théorie nouvelle de la géométrie des masses, suivi de Sur le mouvement d'un corps sollicité par un centre fixe (thèse) (1857)[9]
- Analyse mathématique - Mémoire sur la sommation des dérivées et des intégrales d'une fonction quelconque et sur une méthode générale pour la réduction des séries (1857)
- Mécanique - Mémoire sur une nouvelle théorie de la géométrie des masses et sur celle des axes principaux d'inertie (1858)[10]
- Géométrie - Sur les centres successifs de courbure des lignes planes (extrait par l'auteur) (1858)[10]
- Notions générales sur les chemins de fer (avec Auguste Perdonnet) (1859)
- Physique mathématique - Nouvelle théorie générale des lignes isothermes (1859)[11]
- Éléments de calcul infinitésimal (1860)[12]
- Physique mathématique - Mémoire sur les systèmes isothermes algébriques (extrait par l'auteur) (1860)[13]
- Mécanique appliquée - Théorie du Régulateur - Duvoir (extrait par l'auteur) (1860)[14]
- Traité théorique et pratique des engrenages (1861)
- Traité des mécanismes renfermant la théorie géométrique des organes et celle des résistances passives (1864)
- Géométrie - Méthode pour trouver des procédés de transformation en Géométrie et en Physique mathématique (extrait par l'auteur) (1864)[15]
- Cours de mécanique appliquée professée à l’École impériale des Ponts et Chaussées (avec Jacques Antoine Charles Bresse) (1865)
- Physique mathématique - Extrait d'une lettre à M. O. Bunnet (1865)[16]
- Revue des progrès récents de l'exploitation des mines et de la construction des machines à vapeur (1879)
- Rapport à la commission d'étude des moyens propres à prévenir les explosions de grisou (1878)
- Rapport au nom de la commission d'étude des moyens propres à prévenir les explosions du grisou (1880)
- Rapport sur un ensemble de documents adressés à la Commission du grisou en réponse à l'envoi du rapport qui a servi de point de départ à ses travaux (1883)
- Note sur le profil d'équilibre des tractions mécaniques en rampe (1883)
- Formules analytiques relatives aux lois de la richesse des filons (1883)
- Note sur les méthodes d'exploitation souterraine fondées sur l'abandon de massifs (1883)
- Cours d'exploitation des mines (1883-1885)[17]
- Note sur la théorie des bobines d'extraction (1884)
- Discours prononcés aux funérailles de M. Paul Luuyt, inspecteur général des mines, directeur de l'Ecole nationale supérieure des mines (27 novembre 1887)
- Cours de Machines (1886-1892)
- Discours prononcés sur la tombe d'Edmond Fuchs (avec M A. de Lapparent) (9 septembre 1889)
- Notice biographique sur Hervé Mangon, membre de l'Institut, ministre de l'Agriculture (1892)
- Discours prononcé aux funérailles de M. François Ernest Mallard, membre de l'Académie (avec Gabriel Auguste Daubrée) (9 juillet 1894)
- Cours d'exploitation des mines (avec Maxime Pellé) (1896-1897)
- Discours prononcé aux funérailles de M. Gabriel Auguste Daubrée, membre de l'Académie (avec Ferdinand Fouqué et Paul Hautefeuille) (1er juin 1896)
- Discours prononcé aux funérailles de M. Villot, inspecteur général des mines (8 et 9 avril 1897)
- La mécanique à l'exposition de 1900 (1900)[18]
- Les pompes (préface de l'ouvrage de  R. Masse) 1903)[19]
- La prospection des mines et leur mise en valeur (préface de l'ouvrage de Maurice Lecomte-Denis) (1903)[20]
- Cours d'exploitation des mines (avec Jean Bès de Berc) (1905-1911)
- La loi des aires dans le mouvement avec liaison (1909)
- Théorie d'un jeu de société (1910)
- Guide pratique de la prospection des mines et de leur mise en valeur (avec Maurice Lecomte-Denis) (1914 ; 1927)
- Cours d'exploitation des mines (avec Jean Bès de Berc) (1928-1942)

## Distinctions
- 1864 (décret du 13 janvier) :  Chevalier de la Légion d'honneur
- 1866 (20 mai) :  Officier d'académie
- 1877 (6 février) :  Officier de l'Instruction publique
- 1888 (décret du 29 décembre) :  Officier de la Légion d'honneur
- 1894 (décret du 7 janvier) :  Commandeur de la Légion d'honneur
- 1900 (décret du 11 décembre) :  Grand officier de la Légion d'honneur[1],[21]